# Santa Maria i Sant Sebastià de Palau del Vidre

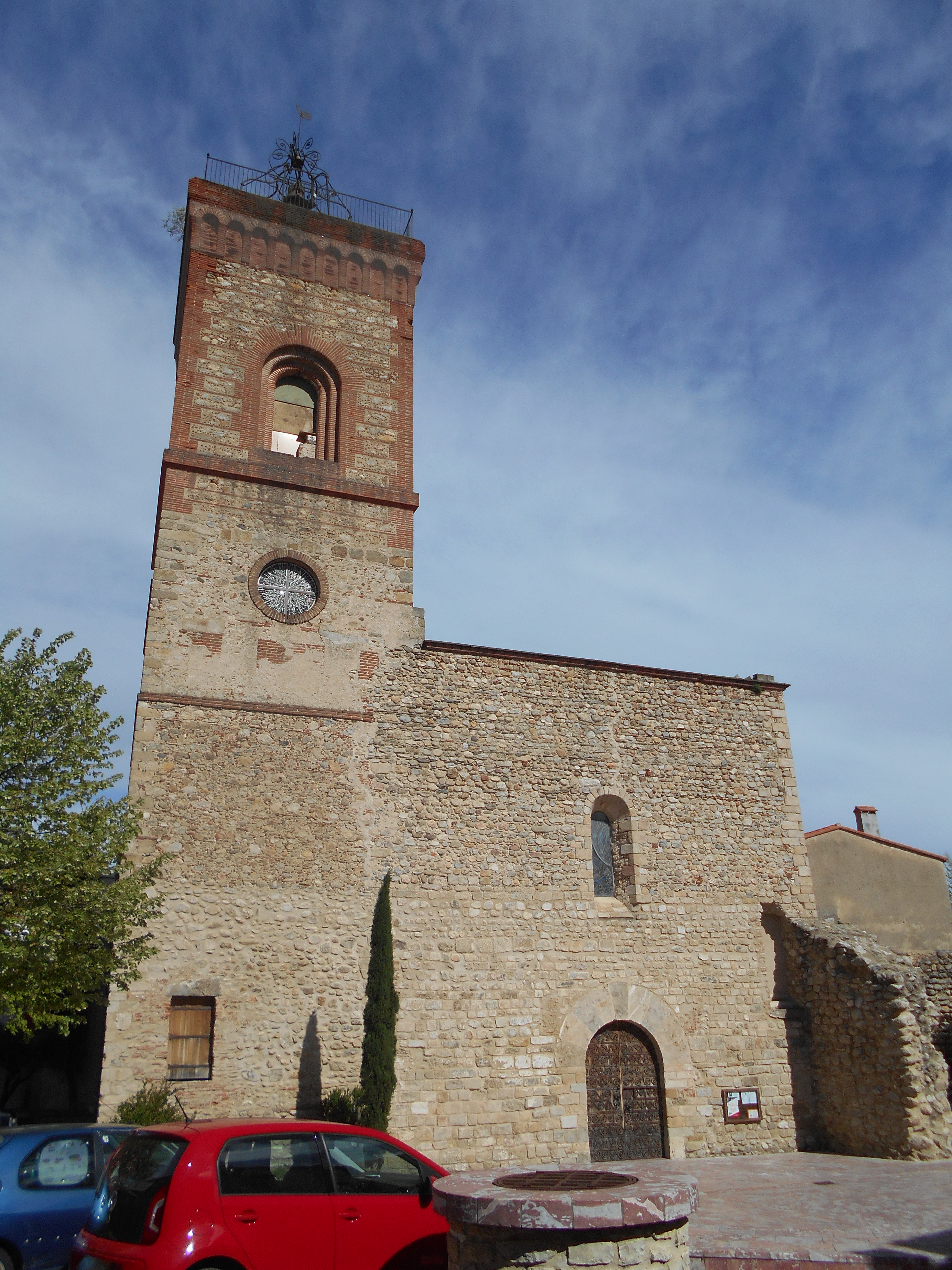
Façana occidental de l'església

Santa Maria de Palau del Vidre, actualment Sant Sebastià, és l'església parroquial del poble de Palau del Vidre, a la comarca del Rosselló (Catalunya del Nord).
Està situada al cor de la cellera de Palau del Vidre, a les restes de l'edifici del seu castell, situat a l'extrem sud-occidental de l'antiga cellera i al centre de la vila fortificada.

## Història
El lloc de Palau (Palau Rotger) apareix documentat ja al segle ix, quan apareix encara el nom antic del lloc, Securianum, però el primer esment de l'església és del 1100. El 1136 torna a sortir documentada l'església i la seva capellania, i és el 1172 quan Girard II de Rosselló en fa donació als templers.
Al segle xvii es produí el canvi d'advocació de l'església, i passà a denominar-se de sant Sebastià.

## L'edifici

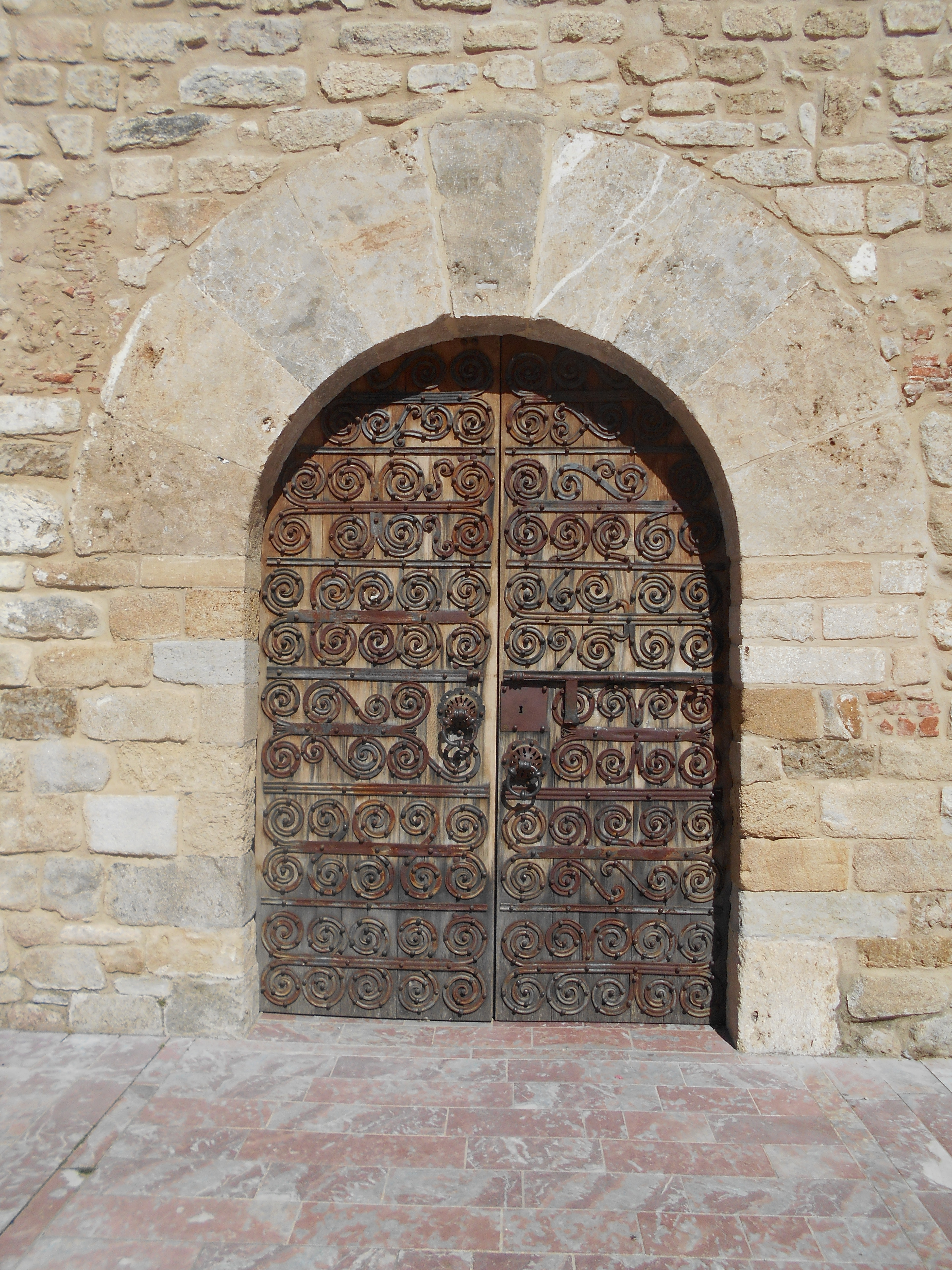
Portal occidental, amb ferramenta romànica

L'església, inicialment advocada a Santa Maria, ocupa una de les sales del Castell de Palau del Vidre. Fou construïda el segle xiv-XV. Era coberta de fusta sobre arcs de diafragma, i havia conservat fins recentment les pintures originals del segle xiv. Malauradament, una recent reconstrucció, del tot aberrant, ha fet desaparèixer tots els elements medievals, juntament amb l'altar major, obrat el 1648, obra de l'Escultor Llàtzer Tremulles el Vell.

## Mobiliari
Encara hi queden dos altars i un calze del segle xv, així com una peculiar marededéu del segle xvi que s'obre per mostrar el Fill, que és en el seu interior. Un retaule molt característic d'aquesta església és el de sant Miquel i sant Hipòlit, obra del pintor perpinyanenc del segle xv Arnau Gassies.